# Ampio
Ampio is een plaats (frazione) in de Italiaanse gemeente Castiglione della Pescaia.